# Папужка лазуровий
Папужка лазуровий (Neophema pulchella) належить до родини папугоподібних (Psittaciformes) до роду лучний папужка (Neophema).

## Опис

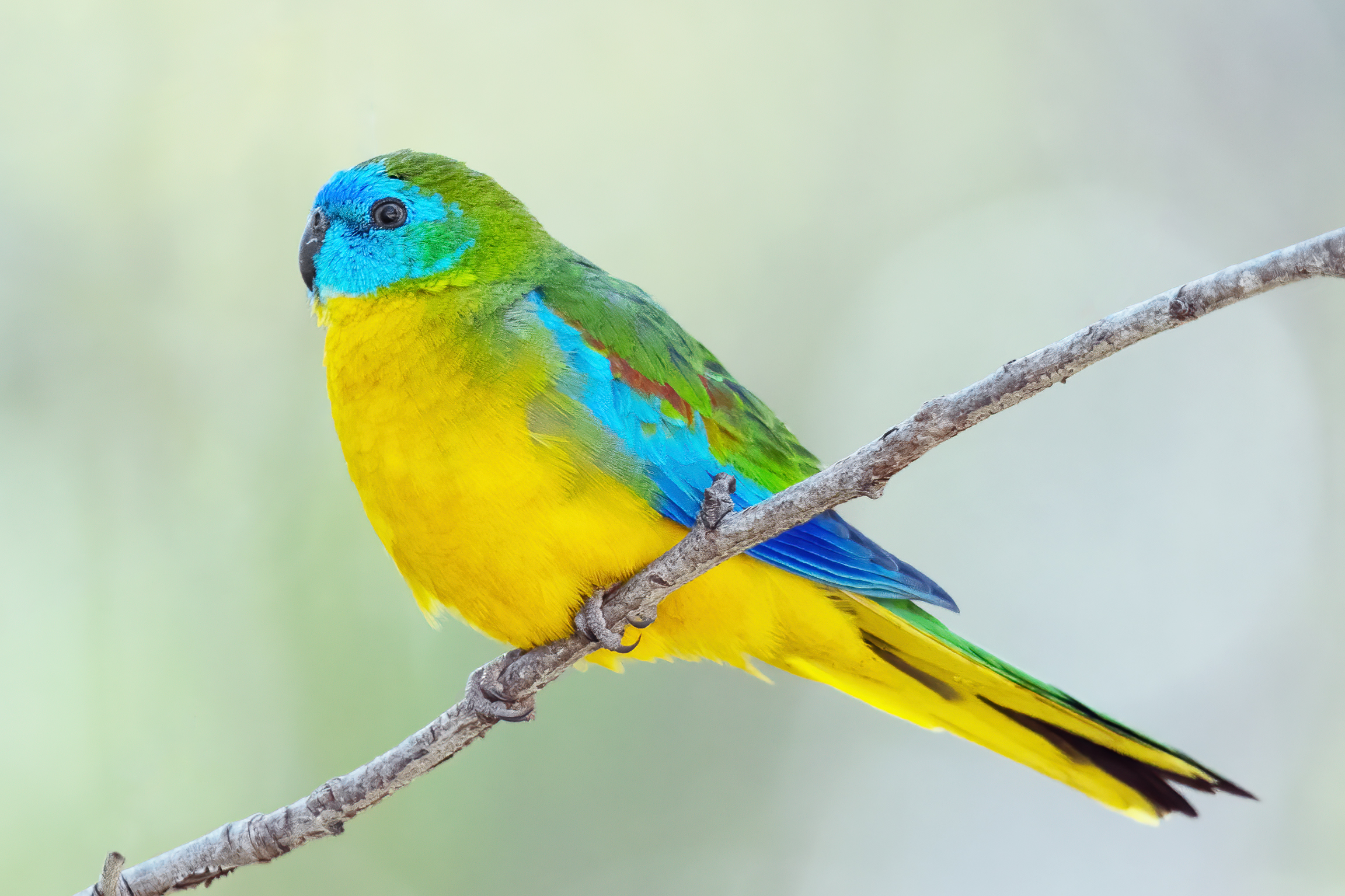
Neophema pulchella, штат Вікторія

Папужка лазуровий досягає розміру 20 см і ваги приблизно від 37 до 46 г. Статі відрізняються, зокрема, забарвленням.
Самці переважно зелено-червоні. Покривні пера крил лазурово-сині (звідси й назва), нижня поверхня крила і краї махових пер забарвлені в яскравий темносиній колір. Груди і живіт жовтогарячі або червонуваті. Крім того, існують спеціально виведені різновиди з колірними варіаціями, наприклад, з особливо червоними грудьми. Дзьоб чорний або темносірий. Колір райдужної оболонки коричневий. Самиці загалом тьмяніші та мають менше блакитного кольору на лобі. Цівки лап рожеві, кігті чорні.
Молоді птахи нагадують дорослих самиць. Вони відрізняються від дорослих і зрілих папужок кольором дзьоба, який спочатку жовтий, а з віком темніє. Однак це не триває довго, щоб дзьоб став сіро-чорним як у дорослих папужок.
Тривалість життя становить близько 10 років, при хороших умовах до 15 років.

## Поширення
Природний ареал птахів — південно-східна частина Австралії. Лазурові папужки віддають перевагу лісовим і скелястим районам з пишною рослинністю. Вони також поширені в долинах річок, де їх часто можна спіткати. Протягом дня вони в основному залишаються на деревах.

## Живлення
Дієта папужок лазурових складається в основному з насіння. Але вони також їдять комах та їхні личинки. Для живлення вони зазвичай спускаються на землю. Активний час живлення припадає на ранкові та вечірні години. Місця пошуку поживи вони відвідують невеликими групами.

## Розмноження
Статева зрілість досягається приблизно у віці 1 року. Сезон розмноження починається в серпні. Гнізда, як правило, будуються в розгалуженнях або на стовбурах дерев. Самиця відкладає 4 або 5 яєць, які вона висиджує сама протягом 21 дня. Пташенята перебувають у гнізді близько 30 днів. Сімейні пари та молодь залишаться разом ненадовго. Молодняк отримує повноколірне оперення за яких п'ять місяців.

### Інтернет-ресурси
- Відео, фото і спів папужок лазурових на сайті Internet Bird Collection(англ.)
- BirdLife International 2016. Neophema pulchella. The IUCN Red List of Threatened Species 2016: e.T22685209A93063700. http://dx.doi.org/10.2305/IUCN.UK.2016-3.RLTS.T22685209A93063700.en. Downloaded on 29 March 2019.

| Птах | Це незавершена стаття з орнітології. Ви можете допомогти проєкту, виправивши або дописавши її. |